# Temptation Island (seconda edizione)
La seconda edizione del reality show Temptation Island è andata in onda ogni giovedì in prima serata su Canale 5 dal 3 al 24 luglio 2014 per quattro puntate con la conduzione di Filippo Bisciglia (ex concorrente della sesta edizione del Grande Fratello). Dopo le quattro puntate lunedì 15 dicembre 2014 è andata in onda una puntata speciale intitolata Temptation Island - Qualche mese dopo.

## Format
I protagonisti hanno alloggiato nel resort Aeneas' Landing di Gaeta per 21 giorni. Le cinque coppie partecipanti (due famose e tre non famose) dovettero resistere tre settimane lontane dal partner.
Dopo il reality, Vittoria e Andrea l'anno successivo si sono detti addio definitivamente, Cristian e Tara hanno deciso di sposarsi, Debora ed Emanuele sono tornati insieme, Manfredi ha lasciato Giorgia che qualche mese dopo si è fidanzata col tentatore Andrea (ma anch'essi si sono lasciati e Andrea è divenuto tronista di Uomini e donne). Sonia e Gabriele si sono lasciati a causa della tentatrice Laura Forgia, ma tre mesi dopo si sono rimessi insieme, sposandosi il 27 maggio 2016.

## Le coppie
Al programma hanno partecipato le seguenti coppie:
- Legenda:

     La coppia ha deciso di uscire insieme / La coppia è ancora insieme.
     La coppia ha deciso di uscire separati / La coppia si separa dopo il programma.
     La coppia è stata espulsa.
| Coppia | Coppia              | Relazione                    | Decisione al Falò di confronto | Dopo Temptation Island | Note    |
| n°     | Partecipanti        | Relazione                    | Decisione al Falò di confronto | Dopo Temptation Island | Note    |
| ------ | ------------------- | ---------------------------- | ------------------------------ | ---------------------- | ------- |
| 1      | Gabriele Caiazzo    | fidanzati da 9 anni          | Separati                       | Insieme                | [ N 1 ] |
| 1      | Sonia Carbone       | fidanzati da 9 anni          | Separati                       | Insieme                | [ N 1 ] |
| 2      | Emanuele Cirilli    | fidanzati da 4 mesi          | Insieme                        | Insieme                | [ N 2 ] |
| 2      | Debora Onorato      | fidanzati da 4 mesi          | Insieme                        | Insieme                | [ N 2 ] |
| 3      | Cristian Gallella   | fidanzati da 2 anni e 4 mesi | Espulsi                        | Separati               | [ N 3 ] |
| 3      | Tara Gabrieletto    | fidanzati da 2 anni e 4 mesi | Espulsi                        | Separati               | [ N 3 ] |
| 4      | Manfredi Ferlicchia | fidanzati da 3 anni          | Separati                       | Separati               | N.D.    |
| 4      | Giorgia Lucini      | fidanzati da 3 anni          | Separati                       | Separati               | N.D.    |
| 5      | Andrea Pietroni     | fidanzati da 5 anni          | Separati                       | Separati               | [ N 4 ] |
| 5      | Vittoria Magagnini  | fidanzati da 5 anni          | Separati                       | Separati               | [ N 4 ] |

## Tentatrici
Le tentatrici che hanno partecipato a questa edizione sono 12:
| Tentatrici                 | Professione                                    | Nazionalità |
| -------------------------- | ---------------------------------------------- | ----------- |
| Agata Alonso               | Studentessa, modella                           | Italia      |
| Andrea                     | Modella                                        | Italia      |
| Benedetta Pastore Felghera | Modella                                        | Italia      |
| Chiara Giorgianni          | Personaggio TV                                 | Italia      |
| Chiara Valentini           | Attrice, organizzatrice di eventi, studentessa | Italia      |
| Desireè Ferlito            | Impiegata                                      | Italia      |
| Germana Meli               | Commessa                                       | Italia      |
| Laura Forgia               | Showgirl                                       | Italia      |
| Natalia Angelini           | Organizzatrice di eventi                       | Italia      |
| Romina Pierdomenico        | Studentessa                                    | Italia      |
| Teresa Cilia               | Bartender                                      | Italia      |
| Veronica Valà              | Barista                                        | Italia      |

## Tentatori
I tentatori che hanno partecipato a questa edizione sono 12:
| Tentatore           | Professione      | Nazionalità |
| ------------------- | ---------------- | ----------- |
| Alessandro Muriglio | Architetto       | Italia      |
| Andrea Damante      | Deejay           | Italia      |
| Attilio Barletta    | Tatuatore        | Italia      |
| Cesare              | Personal trainer | Italia      |
| Filippo Tizzani     | Pizzaiolo        | Italia      |
| Giuseppe Valletti   | Commerciante     | Italia      |
| Mattia Morelli      | Tipografo        | Italia      |
| Nicolò Raniolo      | Modello          | Italia      |
| Pablo Andreis Romeo | Modello          | Brasile     |
| Pietro Guida        | Meccanico        | Italia      |
| Salvatore Di Carlo  | Calciatore       | Italia      |
| Simone Ravanelli    | Commerciante     | Italia      |

## Ascolti
| Puntata                               | Messa in onda    | Telespettatori | Share  | Fonte |
| ------------------------------------- | ---------------- | -------------- | ------ | ----- |
| 1                                     | 3 luglio 2014    | 2 992 000      | 15,55% | [ 3 ] |
| 2                                     | 10 luglio 2014   | 3 081 000      | 15,67% | [ 4 ] |
| 3                                     | 17 luglio 2014   | 2 892 000      | 15,46% | [ 5 ] |
| 4                                     | 24 luglio 2014   | 3 263 000      | 17,74% | [ 6 ] |
| Media                                 | Media            | 3 057 000      | 16,11% |       |
| Temptation Island - Qualche mese dopo | 15 dicembre 2014 | 2 099 000      | 15,82% | [ 7 ] |